# Opština Mogila
Mogila (makedonsky Могила) je opština v Severní Makedonii. Mogila je také název vesnice, která je centrem opštiny. Opština se nachází v Pelagonském regionu.

## Geografie
Opština sousedí na severozápadě s opštinou Demir Hisar, na severu s opštinami Kruševo a Krivogaštani, na severovýchodě s opštinou Prilep, na jihovýchodě s opštinou Novaci a na jihozápadě s opštinou Bitola.
Centrem opštiny je vesnice Mogila. Pod ni spadá dalších 22 vesnic:
- Alinci, Beranci, Budakovo, Crničani, Dedebalci, Dobruševo, Dolna Čarlija, Dolno Srpci, Gorna Čarlija, Ivanjevci, Loznani, Mojno, Musinci, Novoselani, Nošpal, Podino, Puturus, Radobor, Sveto Todori, Trap, Vašarejca, Trnovci

## Demografie
Podle sčítání lidu z roku 2021 žije v opštině 5 283 obyvatel. Etnickými skupinami jsou:
- Makedonci = 4 632 (87,68 %)
- Turci = 266 (5,04 %)
- Albánci = 73 (1,38 %)
- Romové = 15 (0.28%)
- ostatní a neuvedeno = 297 (5,63 %)